# Goodsprings
Goodsprings – jednostka osadnicza w Stanach Zjednoczonych, w stanie Nevada, w hrabstwie Clark.

## W popkulturze
Goodsprings jest miasteczkiem, w którym zaczyna się gra Fallout: New Vegas. To na tutejszym cmentarzu w głowę postrzelony zostaje protagonista gry - Kurier - i to właśnie stąd wyrusza w swoją podróż po Pustkowiach Mojave.